# Eleutherodactylus verrucipes
Espèce
Synonymes
- Syrrhophus verrucipes Cope, 1885 "1884"
- Tomodactylus macrotympanum Taylor, 1940

Statut de conservation UICN

 VU B1ab(iii) : Vulnérable
Eleutherodactylus verrucipes est une espèce d'amphibiens de la famille des Eleutherodactylidae.

## Répartition
Cette espèce est endémique du Mexique. Elle se rencontre dans les États d'Hidalgo, de San Luis Potosí, de Guanajuato et de Querétaro de 200 à 1 300 m d'altitude.

## Publication originale
- Cope, 1885 "1884" : A contribution to the herpetology of Mexico. Proceedings of the American Philosophical Society, vol. 22, p. 379-404 (texte intégral).